# SS Archimedes

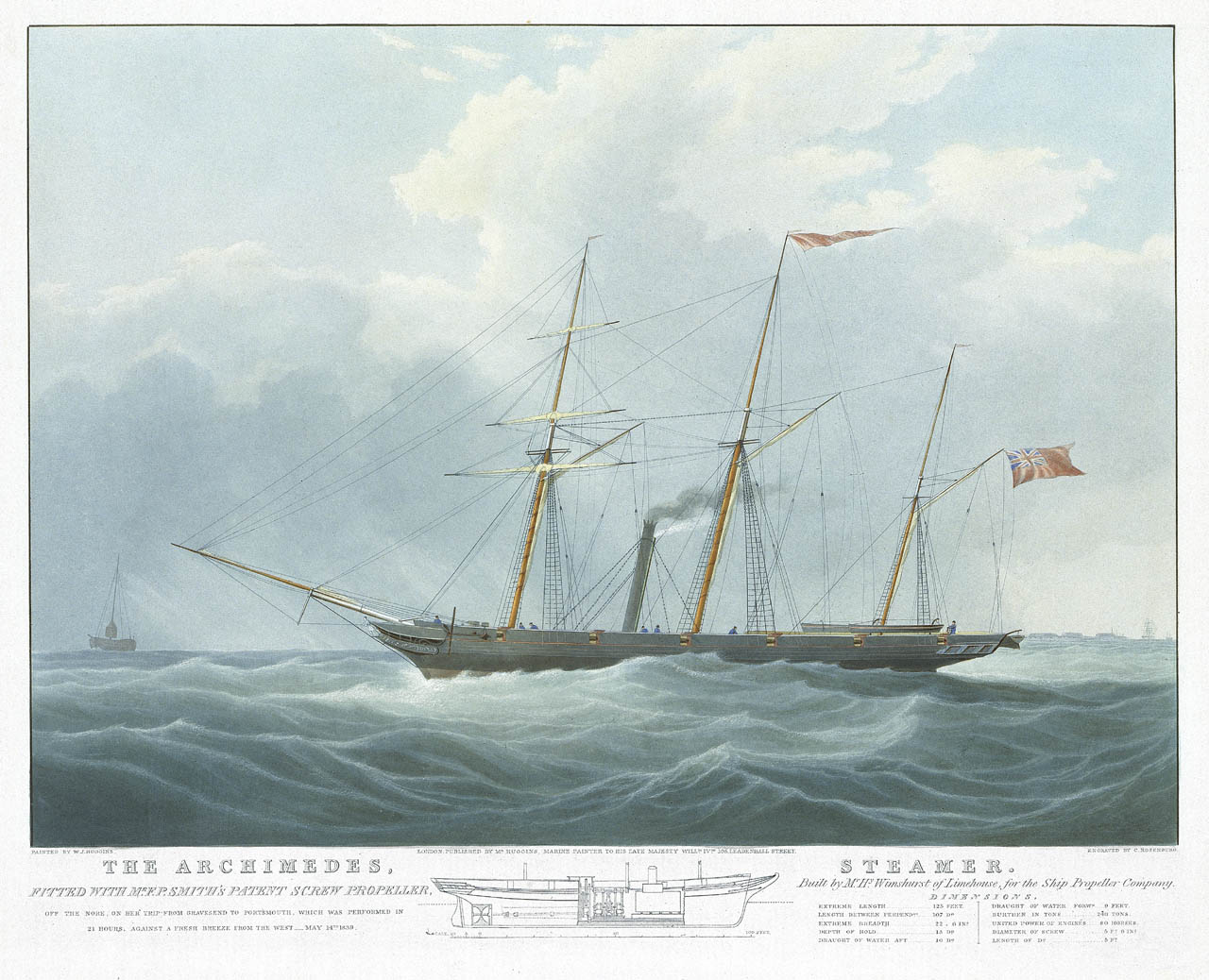
SS Archimedes

SS Archimedes – brytyjski parowiec poruszany śrubą napędową zbudowany w 1838 roku. Była to pierwsza jednostka pływająca, w której w pełni potwierdziły się zalety tego napędu.
Autorem projektu statku był konstruktor Francis Pettit Smith. Pojemność brutto wynosiła 237 RT. Parowiec osiągał prędkość 9,75 węzła. W 1840 roku jednostka przepłynęła Atlantyk.